# Sie sagt. Er sagt.
Sie sagt. Er sagt. ist nach Terror und Gott das dritte Drama des deutschen Schriftstellers Ferdinand von Schirach. Es wurde erstmals in einer Verfilmung des Regisseurs Matti Geschonneck gezeigt, die am 16. Februar 2024 in der ZDFmediathek veröffentlicht und am 26. Februar 2024 im ZDF als Fernsehfilm der Woche ausgestrahlt wurde. Die Uraufführung auf der Bühne fand am 7. September 2024 im Theater in der Josefstadt in Wien unter der Regie von Sandra Cervik statt.

## Handlung
Die bekannte TV-Moderatorin Katharina Schlüter beschuldigt den Industriellen Christian Thiede, sie nach zunächst einvernehmlichen Sex in seiner Wohnung vergewaltigt zu haben. Im Strafprozess am Berliner Landgericht steht Aussage gegen Aussage. Am Ende wird durch eine neue Zeugenaussage alles wieder in Frage gestellt und kein Urteil gefällt.

## Verfilmung

### Hintergrund
Der Film wurde vom 11. Juli 2023 bis zum 10. August 2023 in Berlin gedreht.

### Kritiken
„[…] Sie sagt. Er sagt. ist klug, elegant, hinreißend genau, ein Film der Zwischentöne und Schauspielkunst – in vielerlei Hinsicht eine Sensation, im Schirach-Kosmos, im ZDF und im deutschen Fernsehen.“

„In Ferdinand von Schirachs neuer Verfilmung 'Sie sagt. Er sagt.' geht es um ein ernstes Thema. Hätte man es mit dem Juristischen doch bloß ebenso ernst gemeint. [...] Die gesellschaftliche Bedeutung bewegt sich wie üblich in maximalen Höhen, die juristische Präzision eher am anderen Ende der nach unten hin offenen Passt-schon-Skala.“

### Einschaltquoten
Die Erstausstrahlung von Sie sagt. Er sagt. am 26. Februar 2024 wurde in Deutschland von 4,59 Millionen Zuschauern gesehen und erreichte einen Marktanteil von 17,4 % für das ZDF.

## Theateraufführungen

### Deutschsprachige Inszenierungen
Die szenische Uraufführung fand am 7. September 2024 im Theater in der Josefstadt statt. Regie führte Sandra Cervik. Zu sehen waren unter anderem Silvia Meisterle als Katharina Schlüter, Ulli Maier als vorsitzende Richterin, Joseph Lorenz als Rechtsanwalt Biegler, Martina Stilp als Verteidigerin Breslau, Oliver Rosskopf als Oberstaatsanwalt Heise, Herbert Föttinger als Christian Thiede, Susa Meyer als psychologische Sachverständige Altstedt, Wiltrud Schreiner als Rechtsmedizinerin Laux-Frohnau, Larissa Fuchs als Kriminalhauptkommissarin Reuther und Marcello de Nardo als Taxifahrer.
Die deutsche Erstaufführung wird am 13. Juni 2025 am Alten Schauspielhaus der Schauspielbühnen Stuttgart unter der Leitung von Martin Schulze gegeben. Sabine Fürst übernimmt die Rolle der Katharina Schlüter. Das Tourneetheater Euro-Studio Landgraf plant, das Stück im November und Dezember 2025 zu spielen.

### Fremdsprachige Inszenierungen
Die ungarische Premiere fand am 13. Dezember 2024 unter dem Titel Nyílt tárgyalás – Schlüter kontra Thiede („Offene Anhörung – Schlüter gegen Thiede“) am József Katona-Theater in Budapest statt.
Iwona Nowacka übersetzte das Stück als Jej słowo. Jego słowo. („Ihr Wort. Sein Wort.“) ins Polnische. Die Übersetzung soll am 9. Mai 2025 am Teatr Wybrzeże in Danzig erstaufgeführt werden.

## Textausgabe
Das Stück erschien im Februar 2024, zeitgleich mit der Verfilmung, als Taschenbuch im Münchner btb Verlag. Es wurde am 27. Februar 2024 im Literaturclub des Schweizer Fernsehens von Katja Riemann vorgestellt.
- Ferdinand von Schirach: Sie sagt. Er sagt. Ein Theaterstück. btb, München 2024, ISBN 978-3-442-77466-1.

## Rezeption
Bei den New York Festivals TV & Film Awards 2025 wurde Sie sagt. Er sagt. mit dem Silver Tower Award in der Kategorie Drama ausgezeichnet.